# Parafia Świętej Trójcy w Legnicy
Parafia pw. Świętej Trójcy w Legnicy – rzymskokatolicka parafia znajdująca się w dekanacie Legnica Wschód diecezji Legnickiej. Jej proboszczem jest ks. Andrzej Tracz. Obsługiwana przez księży diecezjalnych. Erygowana 1 stycznia 1939. 
Wieloletnim proboszczem parafii był ksiądz Władysław Jóźków uhonorowany w 2010 przez Radę Miasta tytułem Honorowego Obywatela Legnicy.

## Zasięg parafii
Ulice: Broniewskiego nieparzyste 1-11, Ciepła 5-9, 9A-9C, 10, Ciołkowskiego 2, 6, parzyste 10-30, Drukarska 1, 3-12, 14, 16, 16A, 18-27, 29, Fabryczna 14-18, Góralska 1, 1A, 1C, 2-16, 18, 20-22, 24, 27-35, parzyste 38-48, Gagarina 1-4, Gwiezdna 1-33, Kaczawska 2-20, parzyste 22-32, Kasprowicza 2-17, nieparzyste 19-37, 38, 40-63, 63A, 64, 65, parzyste 66-90, Koziorożca 1-12, Kręta 1B, 2, 2A, 6, 7, 8, 9, 12, 12A, 13A-13E, 14, 14A, 23, 24, 25, 27, Łagodna nieparzyste 1-11, 15, 16, Malczewskiego 1-11, nieparzyste 13-19, 23, Miarki 4-16, 18, Moniuszki 1/2A, 1/2B, 1/2C, 3/6A, 3/6B, 3/6C, 3/6D, 3/6E, 4, 9, 11, Nad Skarpą 1, 1A, 3, 3A, 4, 5, 6, 6A, 7, 8, 8A, 9, 10, 10A, 11, 11A, 12-17, 19-23, 25, Ogrodowa 2-7, nieparzyste 9-23, nieparzyste 27-43, Radosna 9, 11, 13, 14, 16, 16a, 16b, Rzeczypospolitej 1, 2, 4, 6A-6D, 8, nieparzyste 13, 15, 19, 28, 36, 50, 52, 54-57, 57A-57F, 58, 59, 59A, 60, 61, 61A, 62, 63, 63A, 64, 65, 65A, 66-77, 79, 81, 83, 85, Strojna 1-29, Słoneczna 1-6, 6A, 6B, 7-32, 34, Śpiewna 1, 1A, 2-19, Św. Trójcy 2,3/5A, 3/5B, 3/5C, 6, 7/9A, 7/9B, 7/9C, 7/9D, 8, 9A/10, 10,12, 14, 16, 16B, Wrocławska 51-63, nieparzyste 73-83, 83A, niep. 85-89, 93, 95, 97, 105, 107, 121, 123, 125, 129, 131, 133, 141, 143, II Armii Wojska Polskiego 1, 2, 8, 9, 10, 11, 19, 21, 25, 26, 27, 29, 31, 33, 34, 34A, 36, 37/38, 37/38A, 37/38B, 38A.

## Proboszczowie
- 1945–1946: ks. Jan Podkopał
- 1946–1951: ks. Stanisław Sadowski
- 1951–1958: ks. Stanisław Szczepański
- 1958–1976: ks. Tytus Korczyk
- 1976–2008: ks Władysław Jóźków
- od 2008: ks. Andrzej Tracz